# ماریو پرتو
ماریو پرتو (انگلیسی: Mario Pretto; ۷ اکتبر ۱۹۱۵ – ۲ آوریل ۱۹۸۴) بازیکن فوتبال اهل ایتالیا بود.
از باشگاه‌هایی که در آن بازی کرده‌است می‌توان به باشگاه فوتبال ناپولی اشاره کرد.